# Ad caeli reginam
Am 11. Oktober 1954 veröffentlichte Papst Pius XII. die Enzyklika Ad caeli reginam. Die nach ihrem Incipit benannte Enzyklika befasste sich mit dem Königtum Mariens und der Einführung des Festes Maria, Königin des Himmels.

## Maria, Königin des Himmels
1954 führte Papst Pius XII. das Fest Maria Königin für die gesamte römisch-katholische Kirche ein. Zum Abschluss des marianischen Jahres 1953/1954 hatte Pius mit der Enzyklika Ad caeli reginam als Termin für dieses Fest den 31. Mai bestimmt, den letzten Tag des Marienmonats. 1969 wurde das Fest im römischen Generalkalender auf den 22. August verlegt, den Oktavtag von Mariä Himmelfahrt.
Die Enzyklika sollte die königliche Würde Mariens hervorheben und die Verehrung der Gottesmutter und das Vertrauen zu ihr mehren. Der Papst verweist auf die Niederschriften zahlreicher Heiliger und zwei seiner Vorgänger, Sixtus IV. und Benedikt XIV., die ebenfalls die Gottesmutter als die Königin des Himmels und der Erde bezeichnet hatten. Der Papst drückt seine Hoffnung aus, dass die Gläubigen zur Nachahmung der erhabenen Tugenden Mariens angespornt würden und das Gebet zu ihr als Helferin der verfolgten Christen und Mittlerin des Friedens für die Welt gefördert werde. Er vergleicht die Rolle Mariens im Heilsplan Gottes mit der Evas: Maria sei dem Urheber des Heils, Jesus Christus, auf ähnliche Weise beigegeben wie Eva dem Urheber des Todes, Adam. Durch eine Jungfrau (Eva) sei die Menschheit dem Tode unterworfen, durch die Vermittlung einer Jungfrau (Maria) sei sie auch wieder gerettet worden. In der Folge schließt der Papst vom Königtum Christi auf das Königtum der Jungfrau Maria, „nicht nur weil sie die Mutter Gottes ist, sondern auch weil sie, wie eine neue Eva, dem neuen Adam beigegeben war.“

„Es ist sicher, daß Jesus Christus als alleiniger Gott und Mensch im vollen, eigentlichen und absoluten Sinn König ist; dennoch nimmt auch Maria an seiner königlichen Würde teil, obschon in einer begrenzten und analogen Weise, da sie die Mutter Christi war, der Gott ist, und weil sie dem Werke des göttlichen Erlösers beigegeben ist in seinem Kampf gegen die Feinde und in seinem Triumph, den er über sie alle davontrug. Wahrlich erreicht sie durch diese Vereinigung mit Christus, dem König, eine so erhabene Würde, daß sie den Rang aller geschaffenen Dinge überragt; aus dieser gleichen Vereinigung mit Christus fließt jene königliche Vollmacht, die Schätze des Reiches des göttlichen Erlösers auszuteilen; diese gleiche Vereinigung mit Christus ist schließlich die Quelle der unausschöpflichen Wirksamkeit ihrer mütterlichen Fürsprache beim Sohne und beim Vater.“